# Bo Diddley (album)
Bo Diddley è un album compilation del musicista rock and roll statunitense Bo Diddley. La raccolta include molti dei suoi pezzi più famosi ed influenti, pubblicati su singolo tra il 1955 e il 1958. La Chess Records pubblicò l'album nel 1958. Nel 2012, il disco è stato inserito alla posizione numero 216 nella lista dei 500 migliori album di sempre redatta dalla rivista Rolling Stone, insieme al suo secondo album Go Bo Diddley (1959).

## Tracce
Lato A
Testi e musiche di Ellas McDaniel (Bo Diddley).
1. Bo Diddley – 2:30
2. I'm a Man – 2:41
3. Bring It to Jerome – 2:37 (J. Green)
4. Before You Accuse Me – 2:40
5. Hey! Bo Diddley – 2:17
6. Dearest Darling – 2:32

Lato B
Testi e musiche di Ellas McDaniel (Bo Diddley).
1. Hush Your Mouth – 2:36
2. Say, Boss Man – 2:18
3. Diddley Daddy – 2:11
4. Diddy Wah Diddy – 2:51
5. Who Do You Love? – 2:18
6. Pretty Thing – 2:48

## Formazione
- Bo Diddley – voce, chitarra
- Jerome Green – voce in Bring It to Jerome, maracas
- Frank Kirkland – batteria
- Clifton James – batteria
- Otis Spann – pianoforte
- Lafayette Leake – pianoforte
- Willie Dixon – basso
- Billy Boy Arnold – armonica a bocca in I'm a Man
- Little Walter – armonica a bocca in Diddley Daddy
- Lester Davenport – armonica a bocca in Pretty Thing e Bring It to Jerome
- Little Willie Smith – armonica a bocca in Diddy Wah Diddy
- Jody Williams – chitarra
- The Moonglows – cori in Diddley Daddy e Diddy Wah Diddy
- Peggy Jones – cori in Hey! Bo Diddley, chitarra
- The Flamingos – cori in Hey! Bo Diddley
- Chuck Stewart – copertina